# Maroñas (Montevideo)
Maroñas es un barrio ubicado en el nordeste de la ciudad de Montevideo y en teoría, la capital del municipio F de la ciudad homónima. 

## Historia

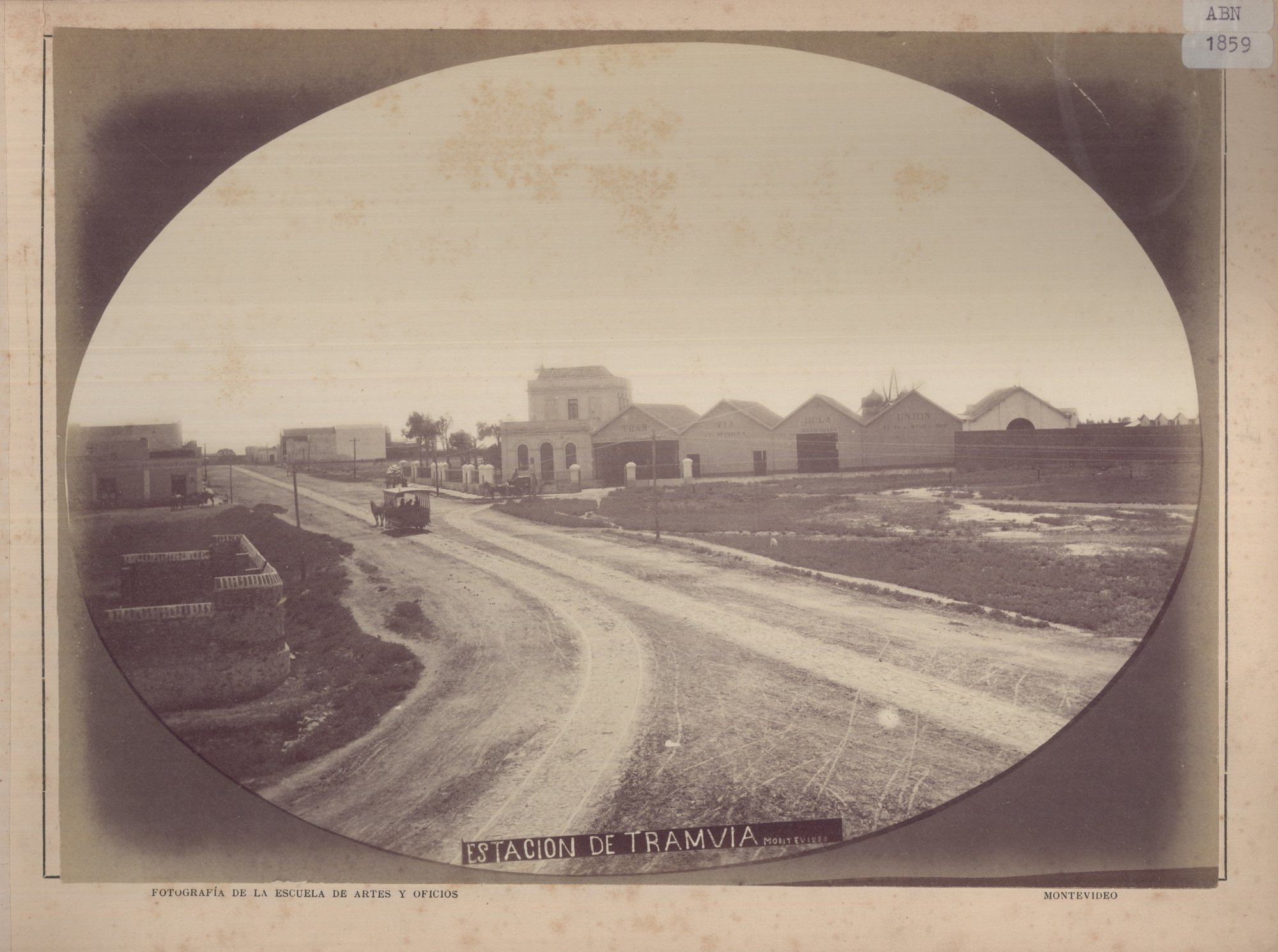
Vista de la estación Unión

En 1834 Francisca Maroñas, hija del funcionario español Juan Maroñas, afincado en la Banda Oriental se instala en el paraje que con anterioridad había pertenecido a su padre, quien además había sido propietario de una antigua pulpería en la zona, zona que ya gozaba con la denominación actual. Cabe destacar que  por aquel entonces la zona contaba con  mayores dimensiones a las de la actualidad, debido a que fueron conformándose nuevos barrios que limitaron la zona de Maroñas a cómo la conocemos en la actualidad. En 1867 se instala el llamado nuevo circo para carreras de caballo, que en 1874 se transformó en el Circo de Ituzaingo, esta estructura sería el principal antecedente del actual Hipódromo de Maroñas, ubicado entre los hoy barrios de Jardines del Hipódromo y Ituzaingo.
Entre los siglos XIX y XX el barrio se convertiría en uno de los puntos de referencia del turf nacional y rioplatense. El hipódromo  perteneció en sus inicios a la entonces Sociedad Hípica de Montevideo y a la Comisión Organizadora de Carreras Nacionales, aunque en 1888 fue adquirido por el Jockey Club de Montevideo quien iniciaría una serie de reformas. Paralelamente en 1873 se había comenzado a diseñar una urbanización contigua con la formación de los barrios Flor de Maroñas (1875), Ituzaingó (1888), Pérez Castellanos (1908) y Jardines del Hipódromo (1926), todos estos fundados por el empresario Francisco Piria. Tanto en Maroñas como en los alrededores comenzaronn a instalarse  diversas industrias fabriles, molinos y curtiembres. De estas las más importantes fueron la curtiembre Sarasola, todavía en funcionamiento, la Industria Lanera Uruguaya y la cochería Salhon, hoy ubicada en el barrio La Unión. En el año 1932 es conformado por un grupo de jóvenes el club del barrio, el Danubio Fútbol Club, nombrado de esta forma por María Mincheff de Lazaroff en recordación del río Danubio, y de su tierra natal, Bulgaría.En los alrededores, casi en la cercanía con el barrio de la Unión se encuentran la plaza de deportes y el parque Cesar Díaz, donde funciona una biblioteca pública, dentro de un histórico edificio donde funciono la Estación Unión de tranvías, construida por la Compañía del Tranvía de la Unión y Maroñas, adquirida en 1905 por la Sociedad Comercial de Montevideo. En los años cincuenta la estación comenzó a utilizarse para el resguardo de trolebuses de la Administración Municipal de Transporte, y en 1975 se convirtió en la sede de la desaparecida cooperativa Rápido Internacional Cooperativo.

## Características

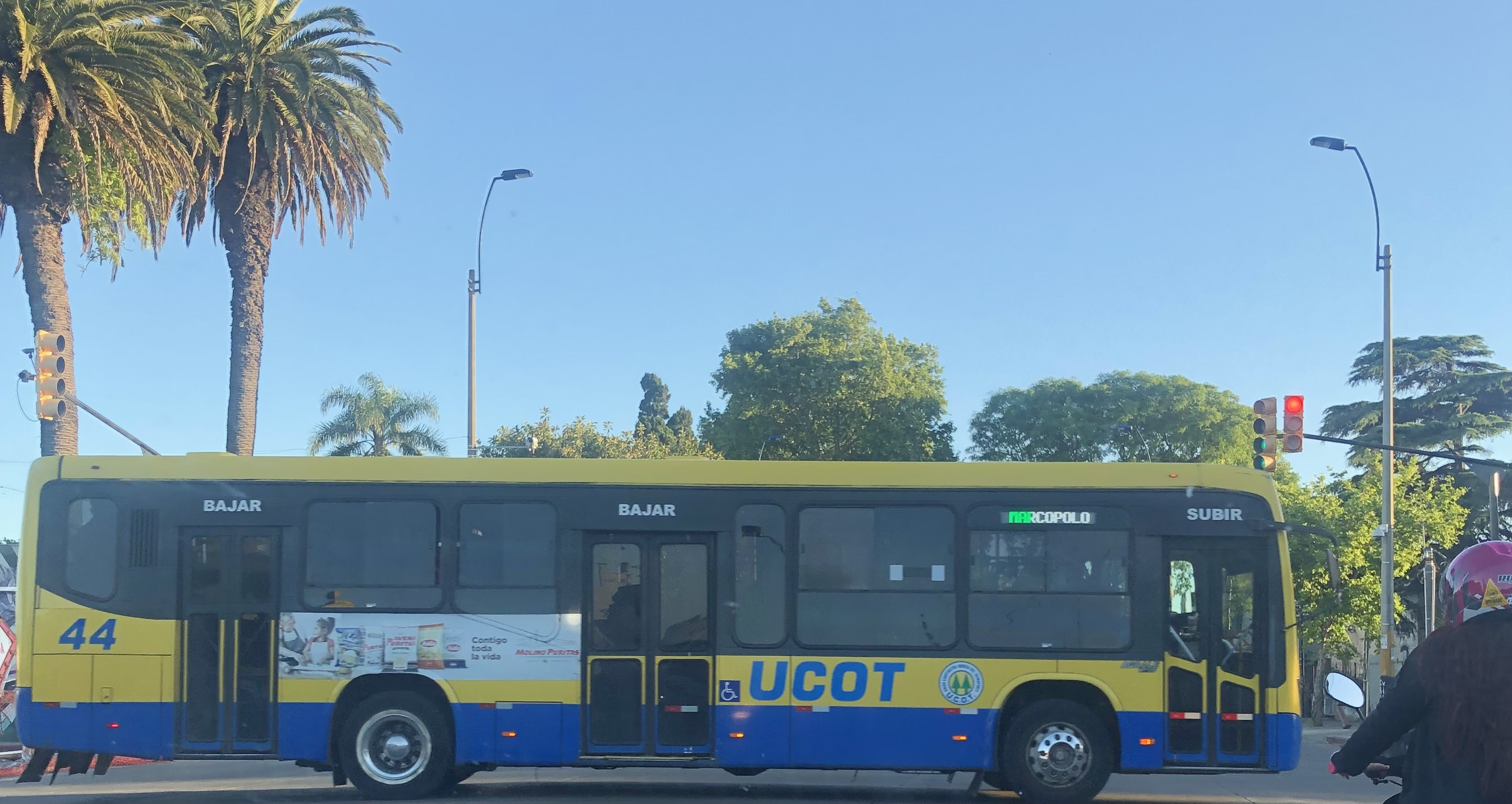
Línea 306 entre Flor de Maroñas y Maroñas.

En la actualidad ocupa una gran extensión, limitando con los barrios Unión, Malvín y Flor de Maroñas. En el barrio se encuentra ubicada la sede del Municipio F y del Centro comunal zonal.  
Por el mismo circulan distintas líneas de transporte, que lo conectan con otros barrios de Montevideo. Con anterioridad existieron algunas líneas de transporte que tenían como destino el barrio de Maroñas, pero que dejaron de funcionar, o extendieron sus recorridos. Algunas de estas fueron la histórica línea 101, la línea 4 y la línea 115, estas últimas extendieron sus recorridos pero continúan circulando por la zona.  